# Tenuipalpus capparis
Tenuipalpus capparis är en spindeldjursart som beskrevs av Meyer 1979. Tenuipalpus capparis ingår i släktet Tenuipalpus och familjen Tenuipalpidae. Inga underarter finns listade i Catalogue of Life.